# Пролетарка (Карелия)
Пролета́рка (карел. Proletarku) — посёлок в Кондопожском районе Республики Карелия Российской Федерации. Входит в состав Кяппесельгского сельского поселения.

## Население
| 2002 | 2009 | 2010 | 2013 |
| ---- | ---- | ---- | ---- |
| 269  | ↘210 | ↗274 | ↘271 |

## Улицы
- ул. Железнодорожная,
- ул. Молодёжная,
- ул. Пролетарская.

## Инфраструктура
Рядом с посёлком находится железнодорожная станция Кяппесельга Октябрьской железной дороги.